# Merodon edentulus
Merodon edentulus är en tvåvingeart som beskrevs av Macquart 1855. Merodon edentulus ingår i släktet narcissblomflugor, och familjen blomflugor. Inga underarter finns listade i Catalogue of Life.